# 118 v.Chr.
118 v.Chr. is een jaartal volgens de christelijke jaartelling.

## Gebeurtenissen

### Romeinse Rijk
- In Rome worden Quintus Marcius Rex en Marcus Porcius Cato, door de Senaat aangesteld tot consul in het Imperium Romanum.
- Quintus Marcius Rex sticht in Gallia Transalpina, de Romeinse handelskolonie Narbo Martius (huidige Narbonne).
- Gnaius Domitius Ahenobarbus, proconsul in Gallia Narbonensis, laat de Romeinse heerweg de Via Domitia aanleggen. De strategische weg verbindt Italië met Spanje en kruist de Via Aquitania, die naar de Atlantische Oceaan leidt.

### Egypte
- Ptolemaeus IX Soter wordt gouverneur (strategos) van Cyprus en trouwt met zijn zuster Cleopatra IV.

### Numidië
- Koning Micipsa overlijdt, en er ontstaat een conflict over de troonopvolging. Het Numidische Rijk wordt verdeeld onder zijn twee zonen Adherbal van Numidië, Hiempsal I en zijn neef Jugurtha.

## Geboren
- Seleucus VI Epiphanes (~118 v.Chr. - ~95 v.Chr.), koning van het Seleucidenrijk (Syrië)